# Friedrich Wilhelm von Seydlitz
Fredrich Wilhelm von Seydlitz, född den 3 februari 1721 i Kalkar nära Kleve, död den 7 november 1773 i Ohlau i Schlesien, var en preussisk friherre och kavallerigeneral.

## Biografi
När von Seydlitz far, en kavallerimajor, avlidit 1728, flyttade hans mor med familjen till Bad Freienwalde vid Oder, där den unge von Seydlitz gick i skola under ekonomiskt knappa förhållanden. När han fyllt tretton lät markgreve Fredrik Vilhelm av Brandenburg-Schwedt, som var faderns tidigare överste, pojken ta tjänst som page vid hovet i Schwedt. Här skaffade han sig tidigt ovanligt god hand med hästar.
1740 blev han kornett vid kyrassiärregementet i Belgard an der Persante, och deltog därmed i det första schlesiska kriget. I slaget vid Kranowitz 20 maj 1742 tillfångatogs han och utväxlades mot en österrikisk kapten.
Seydlitz tilldrog sig som ung officer i andra schlesiska kriget Fredrik II:s uppmärksamhet. Utnämnd till kyrassiäröverste 1755 bidrog von han vid Kolin (1757) verksamt vid preussiska återtågets betäckning.

Gravyr från 1890 föreställande von Seydlitz order till attack under slaget vid Rossbach 1757.

Han belönades omedelbart efteråt med utnämning till generalmajor. I slaget vid Rossbach (samma år) stod han i spetsen för hela det preussiska kavalleriet och avgjorde genom snabba och glänsande anfall slagets utgång. Dagen därpå blev han generallöjtnant.
Av avgörande betydelse blev likaledes hans insatser vid slaget vid Zorndorf och slaget vid Hochkirch (1758). I slaget vid Kunersdorf (1759) blev han svårt sårad och måste söka en tids vila. Men 1761 drog han åter i fält. Många berättelser finns om von Seydlitz djärvhet och rådighet; han var mycket populär inom armén. Han var känd för att alltid inleda sina anfall med att slänga iväg pipan han rökt på upp i luften. Efter fredsslutet blev han generalinspektör för schlesiska kavalleriet (1763]) och general (1767). Hans högkvarter i Ohlau betraktades som ett slags högskola för det preussiska kavalleriet. En staty av von Seydlitz restes 1784 i Berlin.

### Sjukdom och död
von Seydlitz hade talrika sexuella relationer och blev redan i unga år sjuk i syfilis; detta orsakade med tiden honom mer lidande och hämmade läkningen av hans krigsskador. Sjukdomen var en kraftigt bidragande orsak till hans förtida död. Han begravdes i mausoleet vid sitt herresäte Seydlitzruh nära Namslau i Schlesien. Graven skändades 1945 av sovjetiska soldater under striderna om Schlesien och kvarlevorna är idag försvunna. Mausoleet revs efter kriget av polska myndigheter.

## Familj
Friedrich Wilhelm von Seydlitz gifte sig 18 april 1760 med Susanne Johanna Albertine von Hacke (1743–1804), dotter till generallöjtnant von Hacke som var kommendant för Berlin. I äktenskapet föddes dottern Wilhelmine som senare gifte sig med krigsrådet Friedrich Ewald Ernst von Massow (1750–1791) i första äktenskapet. Efter skilsmässa gifte Wilhelmine sig i andra äktenskapet 2 juli 1785 med den polske greven Monczinsky. Även detta äktenskap slutade i skilsmässa.